# NGC 3233
NGC 3233 is een balkspiraalstelsel in het sterrenbeeld Waterslang. Het hemelobject werd in 1886 ontdekt door de Amerikaanse astronoom Ormond Stone.

## Synoniemen
- ESO 568-1
- MCG -4-25-4
- AM 1019-220
- IRAS10195-2200
- PGC 30336